# Paesi Bassi ai XIV Giochi olimpici invernali
I Paesi Bassi parteciparono ai XIV Giochi olimpici invernali, svoltisi a Sarajevo, Jugoslavia, dall'8 al 19 febbraio 1984, con una delegazione di 13 atleti impegnati in due discipline.